# Phyllanthus pinnatus
Phyllanthus pinnatus là một loài thực vật có hoa trong họ Diệp hạ châu. Loài này được (Wight) G.L.Webster miêu tả khoa học đầu tiên năm 1957.